# Compsophorus orientalis
Compsophorus orientalis là một loài tò vò trong họ Ichneumonidae.